# Willy Fog újabb kalandjai
A Willy Fog újabb kalandjai (eredeti cím: Willy Fog 2) 1994-ben futott spanyol televíziós rajzfilmsorozat, amely a 80 nap alatt a Föld körül Willy Foggal folytatása. Magyarországon a Mirax adta ki. A sorozat a Utazás a Föld középpontja felé, és a Nemo kapitány (más néven Húszezer mérföld a tenger alatt) című könyveket dolgozza fel Verne Gyulától.

## Szereplők magyar hangjai
- Willy Fog – Haás Vander Péter (TV2 szinkron), Kovács István (Fümoto szinkron), Vass Gábor (Minimax szinkron)
- Romy – Vándor Éva (TV2 szinkron), Makay Andrea (Fümoto szinkron), Haffner Anikó (Minimax szinkron)
- Rigodon – Kassai Károly (TV2 szinkron), Minárovits Péter (Fümoto szinkron), Gubányi György (Minimax szinkron)
- Tico – Pusztaszeri Kornél (TV2 szinkron), Galbenisz Tomasz (Fümoto szinkron), Bodrogi Attila (Minimax szinkron)
- Transfer; Moravia kapitánya – F. Nagy Zoltán, Hankó Attila (Fümoto szinkron)
- Sullivan – Rudas István (TV2 szinkron), Csonka András (Fümoto szinkron)
- Lord Guinness – Pusztai Péter (TV2 szinkron), Versényi László (Fümoto szinkron), Kajtár Róbert (Minimax szinkron)
- Ralph – Csuha Lajos (TV2 szinkron), Tarján Péter (Fümoto szinkron), ? (Minimax szinkron)
- Wesson – Áron László
- Lidenbrock professzor – Versényi László (TV2 szinkron), Tarján Péter (Fümoto szinkron)
- Fredrickson professzor – Makay Sándor
- Hans – Bácskai János
- Strombolia polgármestere – Cs. Németh Lajos
- Nemo kapitány – Gruber Hugó (TV2 szinkron) Berszenyi Zoltán (Fümoto szinkron), Forgács Gábor (Minimax szinkron)
- Ned Land – Hankó Attila (TV2 szinkron), Both András (Fümoto szinkron), Faragó András (Minimax szinkron)
- Aronax professzor – Kerekes József (TV2 szinkron), Breyer Zoltán (Fümoto szinkron), Fesztbaum Béla (Minimax szinkron)
- Az Abraham Lincoln kapitánya – Balázsi Gyula (TV2 szinkron), Németh Gábor (Fümoto szinkron), ? (Minimax szinkron)
- Carlo, a hajós tiszt – Kálid Artúr
- Pat őrmester – Breyer Zoltán (TV2 szinkron), Tarján Péter (Fümoto szinkron)
- Oliver, a tiszt; Törvényen kívüliek kapitánya – Salinger Gábor
- Sam, a szakács – Háda János (TV2 szinkron), Versényi László ? (Fümoto szinkron), Kajtár Róbert (Minimax szinkron)
- Arne Saknussemm – Szélyes Imre
- Könyvtáros – Botár Endre
- Grauben Axel szerelme – Koffler Gizi
- Az Ellronora kapitánya – Varga Tamás
- Stefan; Újságárus fiú – Harsányi Bence
- Gunner – Minárovits Péter
- Olaf – Bolba Tamás
- Transfer felbérelt cinkosai – Bognár Zsolt, Fekete Zoltán
- Akita – Melis Gábor
- Marlina – Menszátor Magdolna

- További magyar hangok: Imre István, Koffler Gizi, Némedi Mari, Németh Gábor, Szűcs Sándor, Varga Tamás, Wohlmuth István
- Énekhangok: Csuha Lajos, Földes Tamás, Götz Anna

A magyar változat a Mikroszinkronban készült 1997-ben.

## Epizódlista
| #                                             | Magyar cím                     | Spanyol cím                      | Magyar bemutató                | Eredeti bemutató               |
| Utazás a Föld középpontja felé                | Utazás a Föld középpontja felé | Utazás a Föld középpontja felé   | Utazás a Föld középpontja felé | Utazás a Föld középpontja felé |
| --------------------------------------------- | ------------------------------ | -------------------------------- | ------------------------------ | ------------------------------ |
| 1.                                            | A titkos üzenet                | El mensaje cifrado               | 1997. december 22.             | 1994. január 16.               |
| 2.                                            | Indulás Izlandra               | Rumbo a Islandia                 | 1997. december 23.             | 1994. január 23.               |
| 3.                                            | A rejtélyes kísérő             | Un guía silencioso               | 1997. december 24.             | 1994. január 30.               |
| 4.                                            | Az alvó tűzhányó               | El volcán dormido                | 1997. december 29.             | 1994. február 6.               |
| 5.                                            | Romy veszélyben                | Romy en peligro                  | 1997. december 30.             | 1994. február 13.              |
| 6.                                            | Útban a Föld közepe felé       | Hacia el Centro de la Tierra     | 1997. december 31.             | 1994. február 20.              |
| 7.                                            | Transfer bosszúja              | La venganza de Transfer          | 1998. január 1.                | 1994. február 27.              |
| 8.                                            | A rejtőzködő folyó             | Un río inesperado                | 1998. január 6.                | 1994. március 6.               |
| 9.                                            | Tévelygés a sötétségben        | Perdidos en la oscuridad         | 1998. január 7.                | 1994. március 13.              |
| 10.                                           | A földalatti tenger            | El mar subterráneo               | 1998. január 8.                | 1994. március 20.              |
| 11.                                           | A szörnyek csatája             | La batalla de los monstruos      | 1998. január 9.                | 1994. március 27.              |
| 12.                                           | A vihar                        | La tempestad                     | 1998. január 12.               | 1994. április 3.               |
| 13.                                           | A visszaút                     | El regreso                       | 1998. január 13.               | 1994. április 10.              |
| Húszezer mérföld a tenger alatt/Némó kapitány |                                |                                  |                                |                                |
| 14.                                           | A tengeri rejtély              | Unos sucesos inexplicables       | 1998. január 14.               | 1994. április 17.              |
| 15.                                           | Régi barátok                   | El profesor Aronnax              | 1998. január 15.               | 1994. április 24.              |
| 16.                                           | Ned Land a szigonyhajító       | Ned Land, el arponero            | 1998. január 16.               | 1994. május 1.                 |
| 17.                                           | A nyílt tengeren               | En alta mar                      | 1998. január 19.               | 1994. május 8.                 |
| 18.                                           | A mélységek szörnyetege        | El monstruo de las profundidades | 1998. január 20.               | 1994. május 15.                |
| 19.                                           | A titokzatos kapitány          | El capitán Nemo                  | 1998. január 21.               | 1994. május 22.                |
| 20.                                           | A Nautilus foglyai             | Visitando el Nautilus            | 1998. január 22.               | 1994. május 29.                |
| 21.                                           | A víz alatti séta              | Un paseo submarino               | 1998. január 23.               | 1994. június 5.                |
| 22.                                           | A szárazföldön                 | En tierra firme                  | 1998. január 26.               | 1994. június 12.               |
| 23.                                           | A gyöngyhalászok               | Los pescadores de perlas         | 1998. január 27.               | 1994. június 19.               |
| 24.                                           | A déli sarkon                  | En el Polo Sur                   | 1998. január 28.               | 1994. június 26.               |
| 25.                                           | Harc a polipokkal              | Luchando con los pulpos          | 1998. január 29.               | 1994. július 3.                |
| 26.                                           | Szökési tervek                 | Salvados por el torbellino       | 1998. január 30.               | 1994. július 10.               |